# Геологический (Томская область)
Геологи́ческий — посёлок в Каргасокском районе Томской области, Россия. Входит в состав Каргасокского сельского поселения.

## География
Посёлок расположен на протоке Понигадке, огибающей его с востока. На северо-западе Геологический фактически сросся с Каргаском, образовав с ним единой жилой массив. С юга к посёлку примыкает трасса Томск—Каргасок.

## Население
| 2002 | 2010  | 2012  | 2013  | 2014  | 2015  | 2021  |
| ---- | ----- | ----- | ----- | ----- | ----- | ----- |
| 1584 | ↘1444 | ↘1421 | ↘1409 | ↘1389 | ↘1387 | ↗1415 |

## Социальная сфера
В посёлке есть фельдшерско-акушерский пункт. Ближайшие школы (в количестве 3 штук) и культурные учреждения находятся в Каргаске.